# Adrien-Arnaud de Gachassin
Pour les articles homonymes, voir Gachassin.
 (décembre 2015).
Si vous disposez d'ouvrages ou d'articles de référence ou si vous connaissez des sites web de qualité traitant du thème abordé ici, merci de compléter l'article en donnant les références utiles à sa vérifiabilité et en les liant à la section « Notes et références ».
Adrien de Gachassin, né en 1497 et décédé en 1569 (le nom est parfois écrit Gachissan, Gachissin, Gaichaissin, Gachachan, etc.), fut le premier seigneur de l'abbaye d'Orthez, par lettres patentes de Jeanne d'Albret. Il est le fils d'Arnaudet de Gachassin, seigneur de Mencor aux États du Béarn, avocat au Parlement de Navarre, qui combattit en Castille sous les ordres d'Henri d'Albret, et de Marie Bescat.

## Biographie
Les lettres patentes de Jeanne d'Albret (conservées aux Archives des Basses Pyrénées - B.670 - F. 253.8595) énoncent : 

« La Maison Abbatiale d’Orthez ainsi que d’autres Fonds assis tant dans la dite ville qu’au Terroir de Castebarbes ont été érigées en Terre Noble en faveur d’Adrien de Gachassin, capitaine des Milices d’Albret, fils légitime d’Arnaudet et de Marie Bescat du pays d’Armagnac, époux de Jeanne d’Asprémont, fille légitimée du Seigneur de Mont-Réal, Conseiller d’État en notre Parlement de Navarre, en récompense de ses services sous les ordres de Bernard d’Arros, Lieutenant-général de notre Royaume de Navarre et Souveraineté de Béarn. »

## Mariage et descendance

Blason de la famille Gachassin-Lafite.

Il épousa le 30 octobre 1525 au lieu-dit de Sère, en Armagnac, Jeanne d'Asprémont, fille légitimée de Pierre d'Asprémont, seigneur de Mont-Réal, baron de Sorde, conseiller d'État.
Adrien de Gachassin et Jeanne d'Asprémont eurent pour enfants :
- Paul Antoine de Gachassin, né à Orthez le 4 mai 1528. Chevalier de l'Ordre Royal, admis aux États de Béarn pour la seigneurie de Mencor. Il fut avocat jurisconsulte au Parlement de Navarre et mourut le 30 janvier 1600. Il épousa à Pau Esther de Gontaut, fille puinée d'Arnaud de Gontaut, seigneur de Saint-Geniès, Lieutenant-général du Béarn, et de Jeanne de Foix (fille de Frédéric de Foix et de Françoise de Silly).
- Marguerite de Gachassin, qui épousa à Orthez le 14 janvier 1548 Bernadou de Sorbet, seigneur de Montaigne et d'Esteben, vice-président du Parlement de Navarre.
- Jean de Gachassin, né à Orthez en 1533, épousa en 1583 Marguerite de La Fite, fille du vicomte de Goussencourt, seigneur de Maria, procureur général de Parlement de Navarre. Ils sont la souche de la famille Gachassin-Lafite dont les armes se blasonnent : d'or à trois vaches de gueules passant l'une sur l'autre.
- Jeanne de Gachassin, née à Orthez vers 1535, épousa à Pau Antoine d'Astarac de Fontrailles, capitaine au régiment des Gardes de Navarre, neveu du comte d'Astarac de Fontrailles, Grand Sénéchal d'Armagnac.
- Henri de Gachassin, tué au siège de Navarrenx en 1569 (sans postérité).

## Maison Gachassin, dite Maison de Jeanne d'Albret à Orthez, musée du protestantisme

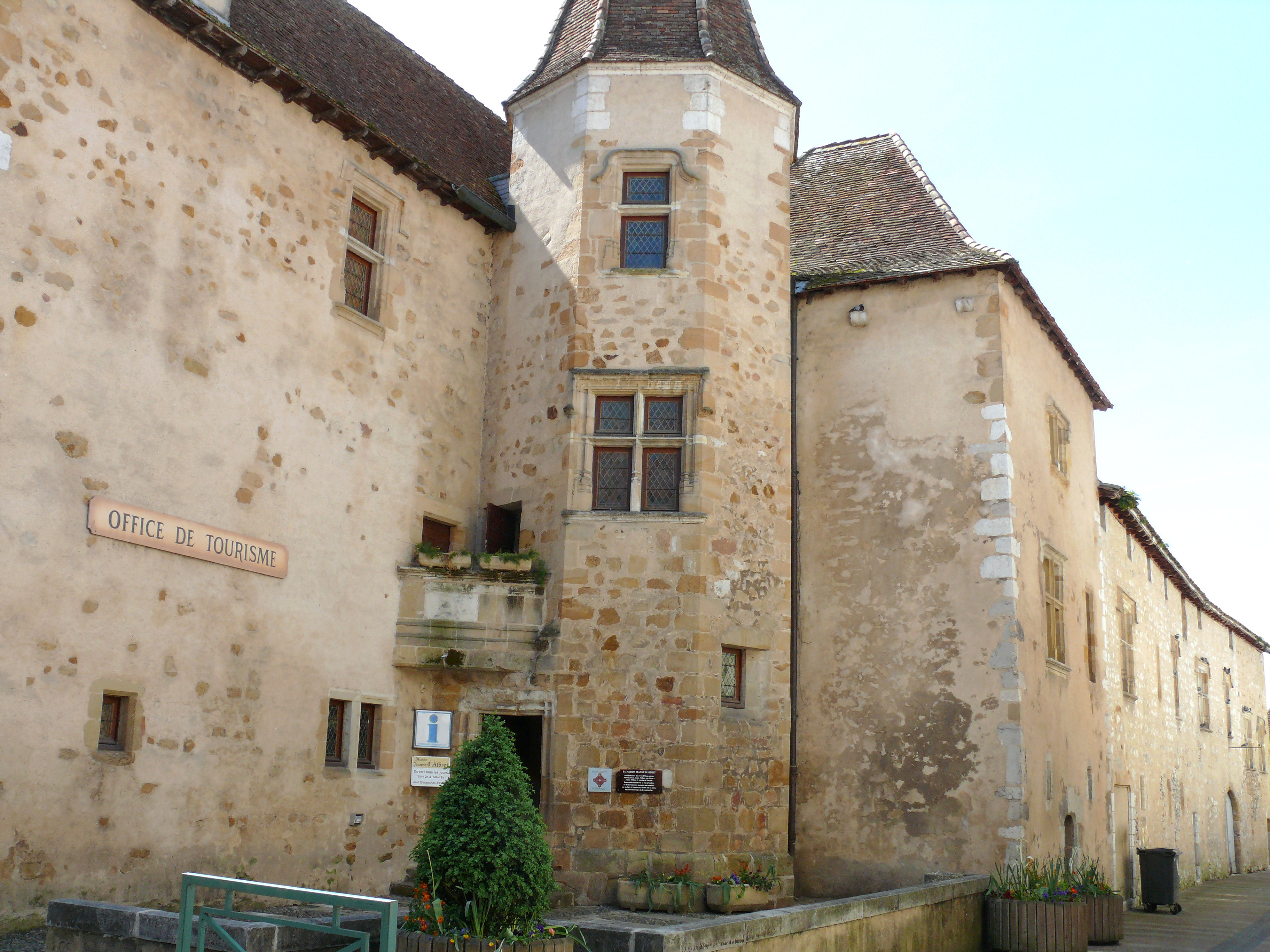
Maison Jeanne-d'Albret à Orthez

Adrien de Gachassin fit don de sa demeure d'Orthez à Jeanne d'Albret en 1555 en échange de l'anoblissement des ruines de l'ancienne maison abbatiale qu'il possédait. Elle y fit faire d'importants travaux en 1560 qui transformèrent le bâtiment en la plus belle maison de style Renaissance de la ville d'Orthez.
Cette maison est désormais appelée Maison de Jeanne d'Albret et est devenue un riche musée du protestantisme.